# Franz Barrenstein
Franz Barrenstein (* 27. März 1914 in Düsseldorf; † 19. Oktober 2003 in Köln) war ein deutscher Filmregisseur und Regieassistent.

## Leben und Werk
Franz Barrenstein wurde 1914 in Düsseldorf geboren. Er hatte zwei Geschwister, für die er nach dem frühen Tod der Eltern Verantwortung übernahm. Ab Ende der 1930er-Jahre wurde er an der Deutschen Filmakademie in Babelsberg ausgebildet und erhielt u. a. Unterricht bei Wolfgang Liebeneiner. Im Zweiten Weltkrieg wurde Barrenstein als Soldat eingezogen und schwer verwundet.
Nach Kriegsende hielt Barrenstein an dem Wunsch fest, Regisseur zu werden und orientierte sich zur DEFA, der ersten großen deutschen Filmproduktionsgesellschaft nach dem Zweiten Weltkrieg. Als Volontär arbeitete er an Die Kuckucks von Hans Deppe mit. Anschließend wirkte er als Regie-Assistent von Slatan Dudow bei Unser täglich Brot und Paul Verhoeven bei Das kalte Herz. Eine weitere Assistenz übernahm er bei Ernst Wilhelm Fiedler für den Film Die letzte Heuer. 1952 konnte Barrenstein mit Sein großer Sieg seinen ersten Film als Regisseur verwirklichen. Zwei Jahre später folgte Sommerliebe, der ein Millionenpublikum erreichte. Als Barrenstein sich weigerte, für weitere Regieaufgaben seinen Wohnort in die DDR zu verlegen, endete seine Zusammenarbeit mit der DEFA.
In der Bundesrepublik war Barrenstein wieder als Regie-Assistent tätig und war u. a. an den Heinz-Erhardt-Filmen Der müde Theodor und Witwer mit fünf Töchtern beteiligt. 1960 verlegte Barrenstein seinen Wohnsitz nach Köln. Dort arbeitete er bis zu seiner Pensionierung für den WDR und war u. a. Assistent bei der Spielshow Am laufenden Band von Rudi Carrell.

## Filmografie (Auswahl)
- 1952: Sein großer Sieg (Regie)
- 1954: Sommerliebe (Regie)